# Aldo Rossi
Aldo Rossi (Milão, 3 de maio de 1931 — Milão, 4 de setembro de 1997) foi um arquiteto e teórico da arquitetura italiano.

## Carreira
Aldo Rossi ficou conhecido pelo uso de formas puras: cubos, esferas, cones etc. Seus principais livros foram: A Arquitetura da Cidade e Autobiografia Científica. Esse último foi escrito praticamente dentro de um hospital, onde passou vários meses, após sofrer um acidente.
Para referir-se a uma espécie de construção, Rossi usou a expressão genius loci, citada em A Arquitetura da Cidade, a propósito das construções romanas. Os antigos romanos entendiam que um edifício só deveria ser construído se o local a ele destinado estivesse sob a protecção do genius loci - a divindade ou o espírito do lugar.
Em 1990 tornou-se o primeiro italiano a quem foi atribuído o Prêmio Pritzker pelo conjunto de sua obra.

## Arquétipos
Aldo Rossi desenvolveu uma concepção totalmente nova da cidade em relação à ideia de Le Corbusier, uma ideia que dominou todo o início de 1900: Rossi a via como a soma de todas as épocas, de todos os estilos arquitetônicos presentes para então. Não conseguindo “romper” totalmente com o passado como fizeram os arquitetos do Estilo Internacional, viu-se, portanto, obrigado a fazer sua construção “orgânica” dentro da cidade.
Sua solução foi o uso de Arquétipos. São formas recorrentes na história da arquitetura, formas que constituem uma verdadeira referência à cidade existente, tornando o resultado ao mesmo tempo inovador e tradicional. Rossi usou muitos arquétipos ao longo de sua carreira e sua beleza está no fácil reconhecimento por todos, tanto pelo especialista quanto pelo garotinho.

## Galeria

Monte Amiata Housing, Milão (1969)
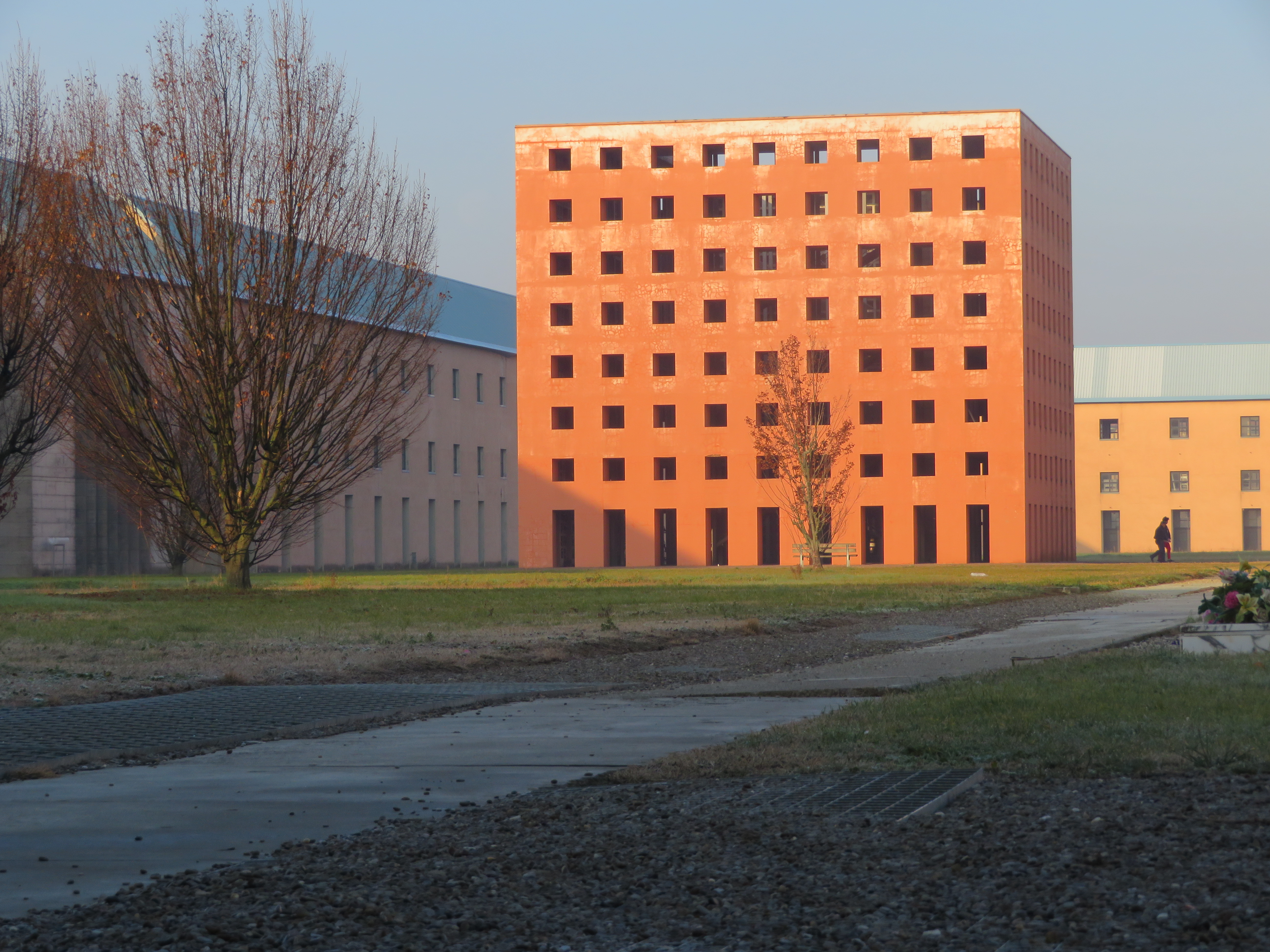
Cemitério de San Cataldo, Modena (1971-84)
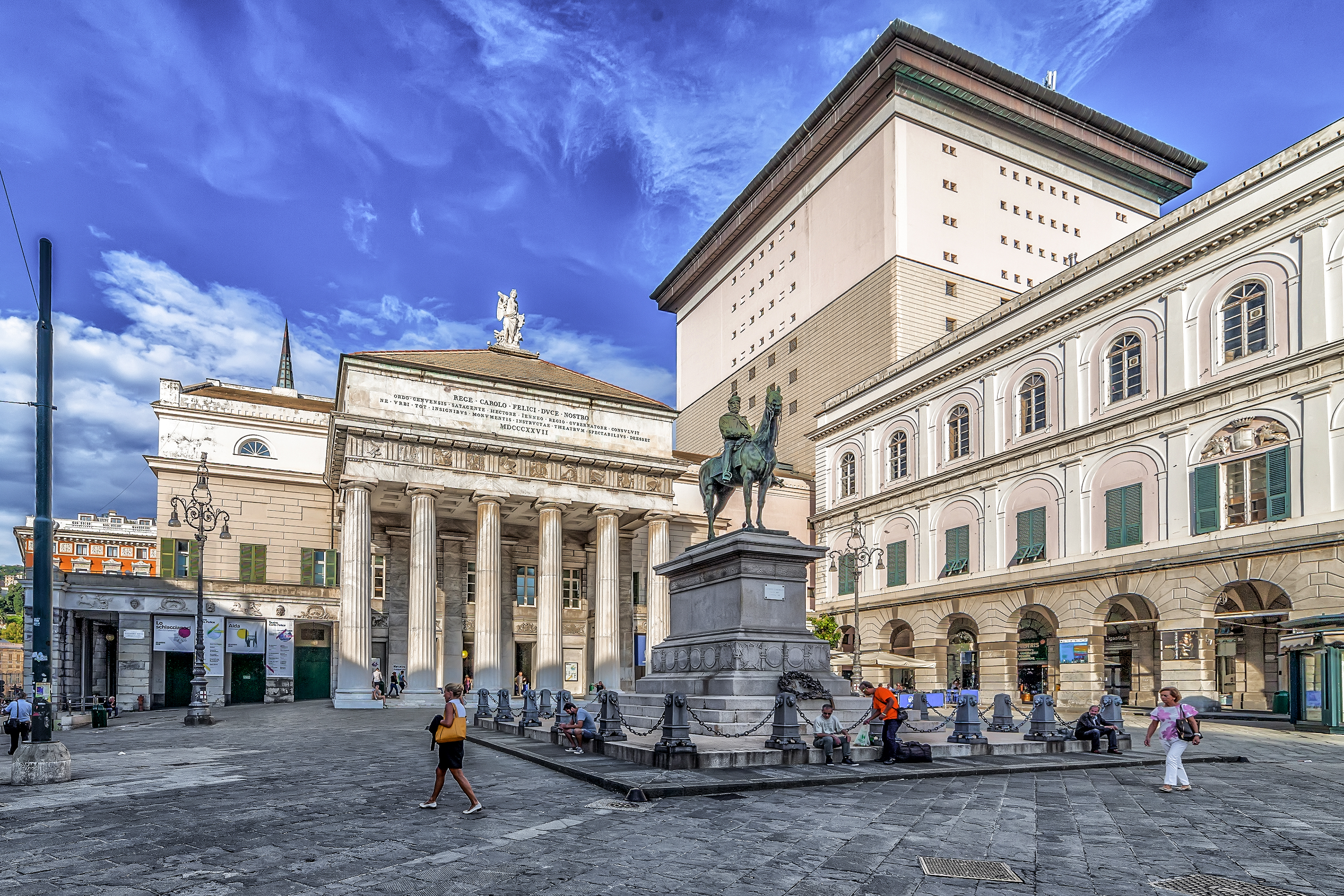
Teatro Carlo Felice, Gênova (1981)
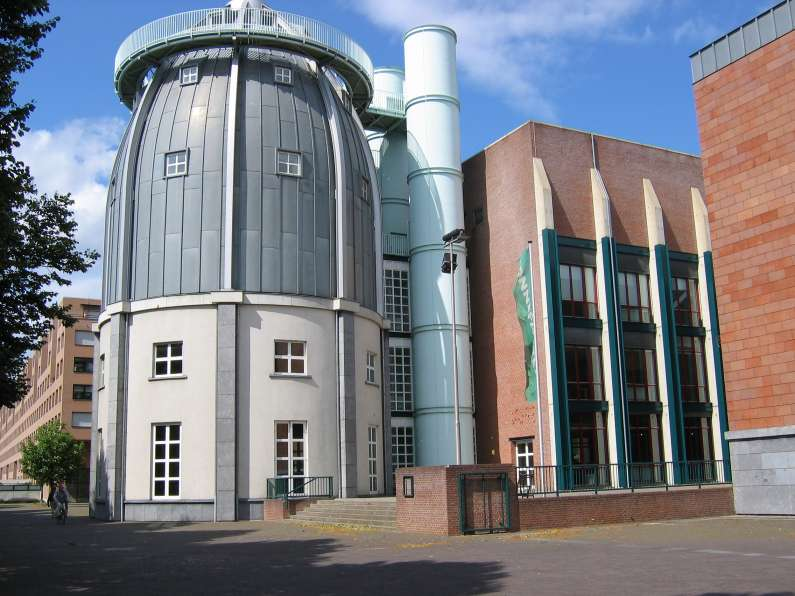
Museu Bonnefanten, Maastricht (1990–94)
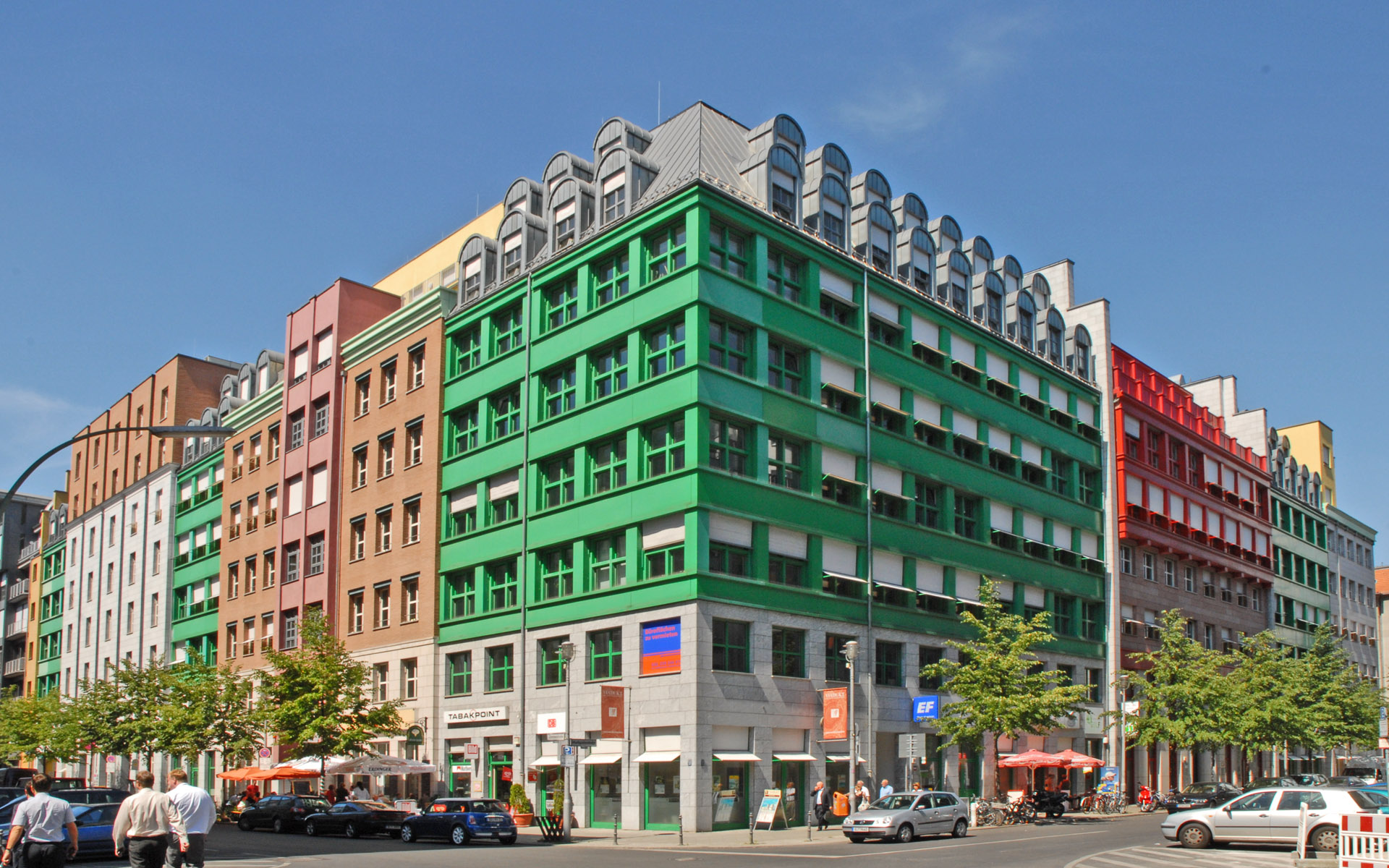
Schützenstrasse, Berlim (1994–98)
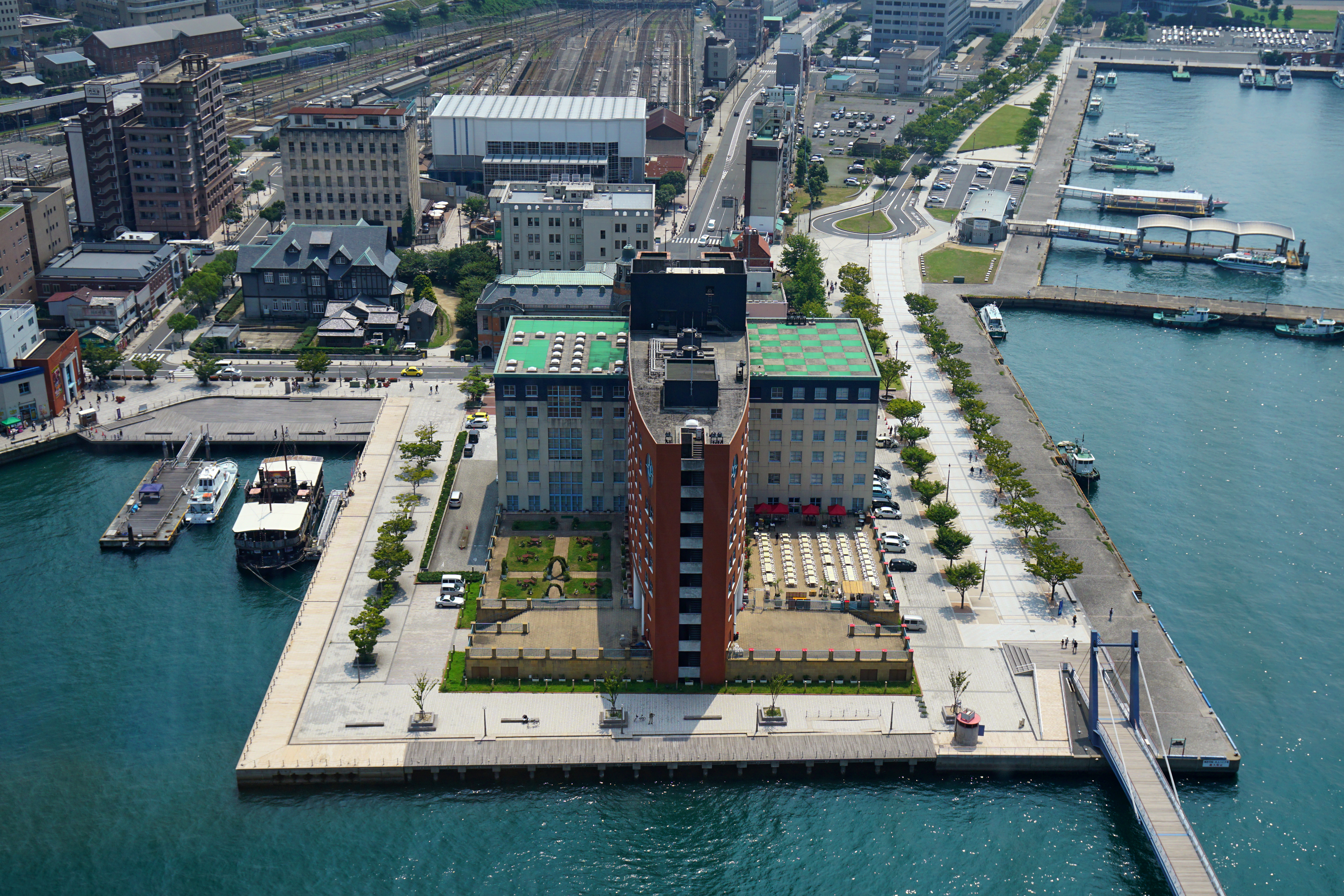
Hotel Mojiko, Kitakyushu (1996–98)
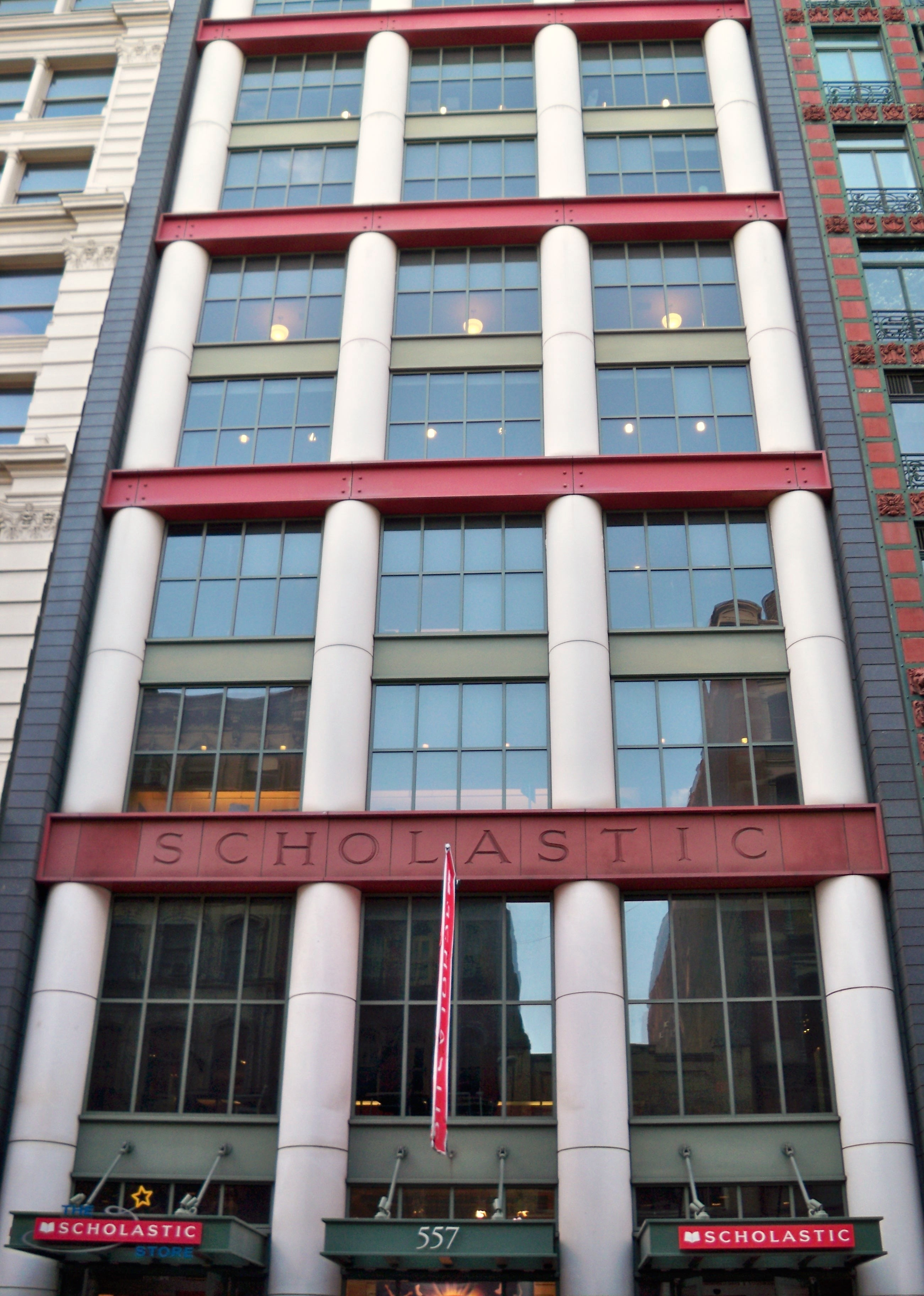
Scholastic Building, Nova Iorque (2001)

## Publicações
- L'architettura della città, Padova: Marsilio 1966; n. ed. Macerata: Quodlibet 2011.
- Scritti scelti sull'architettura e la città: 1956-1972, a cura di R. Bonicalzi, Milano: CLUP, 1975; n. ed. Macerata: Quodlibet 2012.
- Autobiografia scientifica, Parma: Pratiche, 1990; n. ed. Milano: Il Saggiatore 2009.